# Peter Ricketts

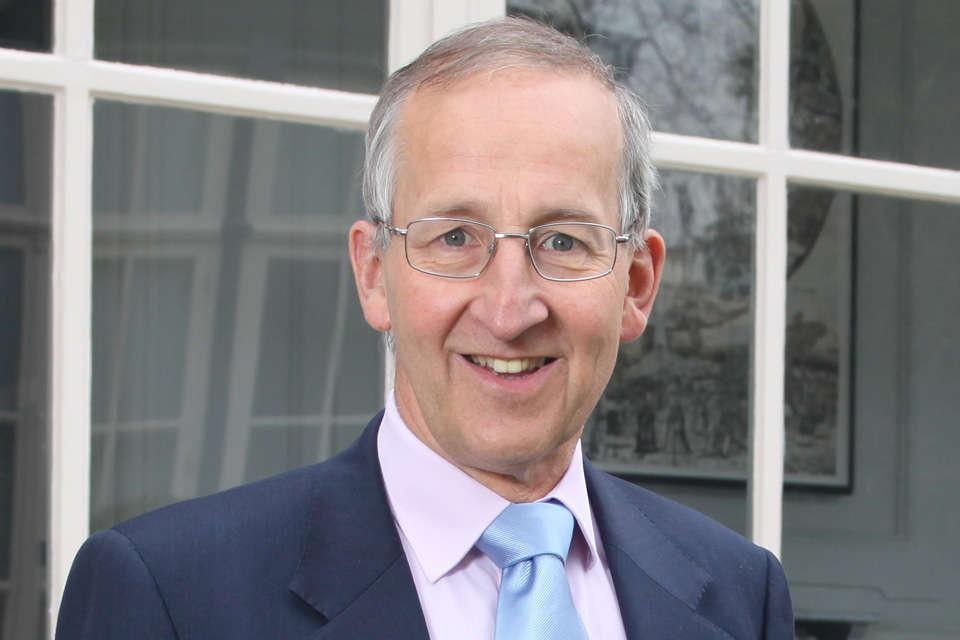
Peter Ricketts (2013)

Peter Forbes Ricketts, Baron Ricketts, GCMG, GCVO (* 30. September 1952 in Royal Sutton Coldfield, Warwickshire, England) ist ein ehemaliger britischer Diplomat, der unter anderem von 2003 bis 2006 Ständiger Vertreter des Vereinigten Königreichs bei der NATO, zwischen 2006 und 2010 Staatssekretär im Außenministerium, von 2010 bis 2012 Nationaler Sicherheitsberater des Premierministers sowie zwischen 2012 und 2016 Botschafter in Frankreich war. 2016 wurde er als Baron Ricketts in den Adelsstand erhoben und dadurch Mitglied des Oberhauses (House of Lords). 

## Leben

### Studium und Eintritt in den diplomatischen Dienst
Peter Forbes Ricketts absolvierte nach dem Besuch der 1527 gegründeten Bishop Vesey’s Grammar School in Royal Sutton Coldfield ein Studium im Fach Englische Literatur am Pembroke College der University of Oxford. Er trat nach dessen Abschluss 1974 in den diplomatischen Dienst (HM Diplomatic Service) des Außenministeriums (Foreign and Commonwealth Office) und fand in der Folgezeit zahlreiche Verwendungen an Auslandsvertretungen sowie im Außenministerium. 1991 wurde er Leiter des Referats für Hongkong im Außenministerium und hatte diese Funktion bis 1994 inne. Im Anschluss fungierte er zwischen 1994 und 1997 als Botschaftsrat für Wirtschafts- und Finanzangelegenheiten an der Botschaft in Frankreich. 1997 kehrte er ins Außenministerium zurück und war dort bis 1999 Stellvertretender Politischer Direktor (Deputy Political Director, Foreign and Commonwealth Office). 1999 wurde er für seine Verdienste Companion des Order of St Michael and St George (CMG).
Danach bekleidete Ricketts im Außenministerium von 1999 bis 2000 den Posten als Leiter des Referats Internationale Sicherheit (Director, International Security, Foreign and Commonwealth Office) und wechselte danach ins Kabinettsamt (Cabinet Office), in dem er von 2000 bis 2001 Vorsitzender des Gemeinsamen Geheimdienstausschusses (Chairman, Joint Intelligence Committee, Cabinet Office) war. Daraufhin kehrte er ins Außenministerium zurück und fungierte dort zwischen 2001 und 2003 als Politischer Direktor (Political Director, Foreign and Commonwealth Office). 2003 wurde er zum Knight Commander des Order of St Michael and St George (KCMG) geschlagen und führte seither den Namenszusatz Sir.

### Botschafter, Staatssekretär und Oberhausmitglied

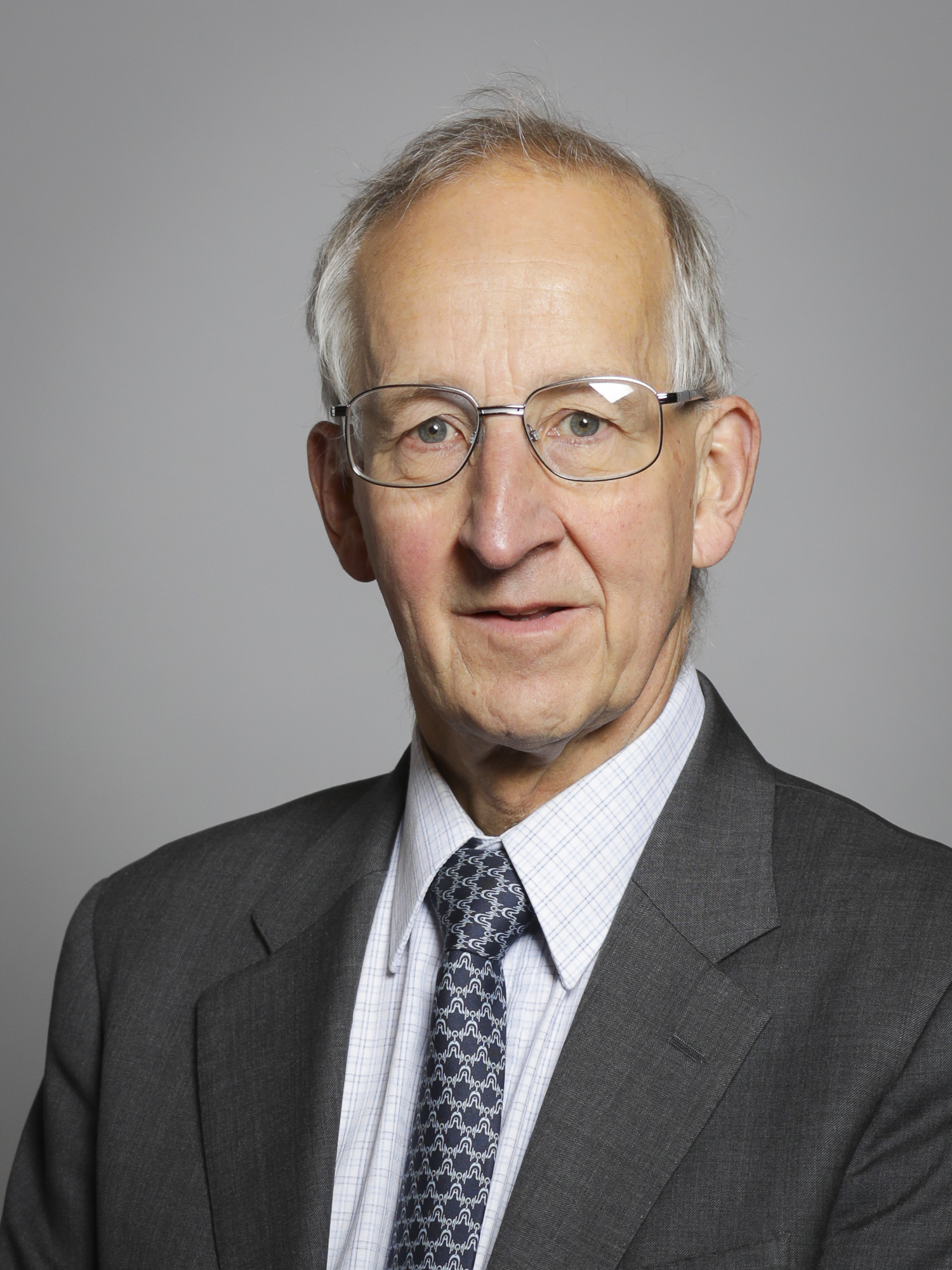
Peter Ricketts, Baron Ricketts (2019)

2003 übernahm Sir Peter Ricketts von Sir Emyr Jones Parry den Posten als Ständiger Vertreter des Vereinigten Königreichs bei der NATO und verblieb auf diesem Posten bis 2006, woraufhin Sir Stewart Eldon seine dortige Nachfolge antrat. Anschließend löste er 2006 Sir Michael Jay als Staatssekretär im Außenministerium (Permanent Under-Secretary for Foreign and Commonwealth Affairs) und war damit bis zu seiner Ablösung durch Sir Simon Fraser 2010 der höchste Beamte dieses Ministeriums. 2009 war er Zeuge im Verfahren aufgrund des Chilcot-Berichts, der die Ergebnisse einer öffentlichen britischen Untersuchung zur Rolle Großbritanniens im Irakkrieg darstellt. 2010 übernahm er die neu geschaffene Position des Nationalen Sicherheitsberaters (National Security Adviser) von Premierminister David Cameron und übte diese bis 2012 aus, woraufhin Sir Kim Darroch sein Nachfolger wurde. Als Vorsitzender des Nationalen Sicherheitsrates (National Security Council) war er maßgeblich an der Gestaltung der Außenpolitik des Vereinigten Königreichs beteiligt. 2011 wurde er zum Knight Grand Cross des Order of St Michael and St George (GCMG) erhoben.
Zuletzt wurde Sir Peter Ricketts 2012 als Nachfolger von Sir Peter Westmacott Botschafter in Frankreich und verblieb auf diesem diplomatischen Spitzenposten bis zu seinem Eintritt in den Ruhestand 2016. Sein Nachfolger wurde daraufhin Sir Julian King. 2014 wurde er zudem als Knight Grand Cross des Royal Victorian Order (GCVO) ausgezeichnet. 
Nach seinem Ausscheiden aus dem diplomatischen Dienst wurde er aufgrund des Life Peerages Act 1958 durch ein Letters Patent vom 17. Oktober 2016 als Baron Ricketts, of Shortlands in the County of Kent, zum Life Peer der Peerage of the United Kingdom erhoben und dadurch Mitglied des House of Lords, dem er als Crossbencher angehört. Er war zudem Gastprofessor am King’s College London sowie Leitender Wissenschaftler (Senior Associate Fellow) am Royal United Services Institute for Defence and Security Studies (RUSI).